# Alain Chablais
Alain Chablais (* 8. Juli 1969 in Zürich) ist ein schweizerisch-französischer Jurist. Er ist seit 2024 für Liechtenstein Richter am Europäischen Gerichtshof für Menschenrechte (EGMR).

## Leben und Wirken
Chablais studierte Rechtswissenschaften an der Universität Freiburg (Schweiz), wo er 1992 seinen Abschluss machte. Anschließend war er dort als Forschungsassistent tätig, bis er 1996 zum Dr. iur. promoviert wurde. Von 1995 bis 1999 war Chablais Rechtspraktikant am Kantonsgericht für Verwaltungssachen im Kanton Freiburg. Parallel dazu war er von 1996 bis 1998 am Bundesamt für Justiz tätig. Von 1999 bis 2004 war er Rechtspraktikant am Sportgerichtshof der Schweizer Fußballliga. Ab 2005 war er für zwei Jahre Rechtsberater bei der Venedig-Kommission. Von 2007 bis 2009 leitete Chablais das Sekretariat des Rahmenübereinkommens zum Schutz nationaler Minderheiten, wo er zuvor bereits Rechtsberater war. Von 2009 bis 2012 war er Richter am Bundesverwaltungsgericht. 2012 übernahm er einen verwaltungsrechtlichen Lehrstuhl an der Universität Neuenburg, verließ die Universität aber bereits 2013 wieder und wurde stellvertretender Abteilungsleiter im Eidgenössischen Departement für auswärtige Angelegenheiten. Ab 2018 vertrat er als Prozessvertreter die Schweiz vor dem Europäischen Gerichtshof für Menschenrechte (EGMR). Gleichzeitig war er der Schweizer Delegierte am Lenkungsausschuss für Menschenrechte (CDDH), zuletzt dessen Vizepräsident.
Im April 2024 wurde Chablais als Nachfolger seines Schweizer Landsmanns Carlo Ranzoni als Vertreter Liechtensteins zum Richter am Europäischen Gerichtshof für Menschenrechte gewählt. Er trat seine voraussichtlich bis 2033 dauernde Amtszeit am 1. September 2024 an. Seine Wahl stieß auf Kritik, nachdem er die Schweiz im Verfahren Verein KlimaSeniorinnen g. Schweiz noch vertreten hatte und zum Zeitpunkt der Urteilsverkündung die Bewerbungsfrist für das Richteramt bereits begonnen hatte. Insbesondere Marcel Alexander Niggli kritisierte: „Nicht nur die Richter müssen den Anschein der Unbefangenheit wahren, sondern alle Rechtsvertreter. Ein Verteidiger, der weiss, dass auf der anderen Seite seine zukünftigen Kollegen sitzen, redet womöglich anders. Für mich macht es in diesem Fall den Eindruck, als sei es den Verantwortlichen egal gewesen, wie die Schweizer Justiz in der Öffentlichkeit dasteht.“